# フアン・ソル
フアン・クルス・ソル・オリア（Juan Cruz Sol Oria、1947年9月13日 - 2020年11月10日）は、スペイン・バスク州エルゴイバル出身の元同国代表サッカー選手。現役時代のポジションはDF。

## 経歴
1970年代のスペインを代表する選手としてバレンシアCFとレアル・マドリードでプレーした。また、スペイン代表としては、ラディスラオ・クバラ監督によって右サイドバックのレギュラーとして起用されており、国際Aマッチ28試合1得点という記録を残した。
2020年11月10日、73歳で死去したことが報じられた。

## 個人成績

### 代表
試合数
- 国際Aマッチ 28試合 1得点（1970年 - 1976年）

| スペイン代表 | 国際Aマッチ | 国際Aマッチ |
| 年           | 出場        | 得点        |
| ------------ | ----------- | ----------- |
| 1970         | 5           | 0           |
| 1971         | 5           | 0           |
| 1972         | 5           | 0           |
| 1973         | 4           | 1           |
| 1974         | 5           | 0           |
| 1975         | 2           | 0           |
| 1976         | 2           | 0           |
| 通算         | 28          | 1           |

得点
| # | 開催日        | 開催地                               | 対戦国     | スコア | 結果 | 大会                          |
| - | ------------- | ------------------------------------ | ---------- | ------ | ---- | ----------------------------- |
| 1 | 1973年2月21日 | マラガ、エスタディオ・ラ・ロサレーダ | ウルグアイ | 2-1    | 3-1  | 1974 FIFAワールドカップ・予選 |

## タイトル

### クラブ
バレンシア
- プリメーラ・ディビシオン : 1回 (1970-71)
- コパ・デル・レイ : 1回 (1966-67)
- UEFAカップウィナーズカップ : 1回 (1979-80)
- UEFAスーパーカップ : 1回 (1980)

レアル・マドリード
- プリメーラ・ディビシオン : 3回 (1975-76, 1977-78, 1978-79)